# Johnny Gargano
John Anthony Nicholas Gargano (14. srpna 1987) je americký profesionální zápasník. V současné době pracuje v WWE, kde vystupuje pod značkou SmackDown. Proslavil se zvláště svým působením v NXT, kde se stal vůbec prvním mužem, který získal všechny hlavní tituly, když jednou vyhrál NXT Championship, rekordně třikrát NXT North American Championship a jednou NXT Tag Team Championship. Jeho popularita v NXT vedla k tomu, že dostal přezdívku „The Heart and Soul of NXT“.
Svou wrestlingovou kariéru začal v roce 2005, kdy pracoval pro Cleveland All–Pro Wrestling (CAPW). Během následujících let pracoval pro některé z nejlepších společností na americkém nezávislém okruhu, včetně Chikara, Dragon Gate USA (DGUSA), Evolve a Pro Wrestling Guerrilla (PWG). V těchto štacích držel i spousty titulů. Během zápasení se také zúčastnil akcí Ring of Honor (ROH) a Total Nonstop Action Wrestling (TNA).
Poté, co se na začátku své kariéry sporadicky objevoval ve WWE, se zde v červnu 2015 účastnil zkušebního kempu. Začal se pravidelně objevovat v NXT a nakonec v dubnu 2016 podepsal i smlouvu. Vytvořil tag tým #DIY s Tommasem Ciampou a jednou spolu drželi NXT Tag Team Championship. Po jejich rozdělení a ostré rivalitě se v lednu 2019 zmocnil NXT North American Championship a v dubnu téhož roku vyhrál i NXT Championship. Díky vítězství se stal vůbec prvním šampionem, který držel všechny tyto tituly. V roce 2020 podruhé a později i potřetí vyhrál NXT North American Championship a tím ho držel nejvíckrát ze všech.
V prosinci 2021 byl ze společnosti propuštěn, opět se vrátil v srpnu 2022  a následující rok znovu vytvořil tým s Ciampou.

## Sociální sítě
Kromě wrestlingu se taky věnuje YouTube, zde natáčí pod nickem JohnnyGargano a na Twitchi jako TheJohnnyWrestling.

## Osobní život
V lednu 2016 se zasnoubil s kolegyní profesionální wrestlerkou Candice LeRae Dawson. Vzali se 16. září 2016. Dne 12. srpna 2021 oznámili, že je Candice těhotná, syna pojmenovali Quill Lewis, narodil se 17. února 2022.
Jeho wrestlingoví idolové jsou Shawn Michaels, Chris Jericho a Johnny Saint.
Je velkým fanouškem Marvelu a Star Wars.

## Úspěchy
- Absolute Intense Wrestling
  - AIW Absolute Championship (1krát)
  - AIW Intense Championship (2krát)
  - Gauntlet for the Gold (2012)
  - Jack of All Trios (2010) – s Flipem Kendrickem a Louisem Lyndonem
- CBS Sports
  - Feud of the Year (2018) vs. Tommaso Ciampa
  - Feud of the Year (2019) vs. Adam Cole
  - Match of the Year (2019) vs. Adam Cole at NXT TakeOver: New York
  - NXT Match of the Year (2018) vs. Andrade Cien Almas at NXT TakeOver: Philadelphia
  - WWE Male Wrestler of the Year (2018)
- Championship Wrestling Experience
  - CWE Undisputed Championship (1krát)
- Chikara
  - Chikara Campeonatos de Parejas (2krát) – s Chuckem Taylorem
  - The Countdown Showdown (2010)
- Cleveland All–Pro Wrestling
  - CAPW Junior Heavyweight Championship (1krát)
- DDT Pro-Wrestling
  - Ironman Heavymetalweight Championship (1krát)
- Dragon Gate USA/Evolve Wrestling
  - Evolve Tag Team Championship (1krát) – s Drewem Gallowayem
  - Open the Freedom Gate Championship (2krát)
  - Open the United Gate Championship (1krát) – s Richem Swannem
  - CITIC Cup (2014)
  - Evolve Tag Team Championship Tournament (2016) – s Drewem Gallowayem
- International Wrestling Cartel
  - IWC Super Indy Championship (1krát)
  - IWC Tag Team Championship (1krát) – s Michaelem Facadem
- Legacy Wrestling
  - Legacy Championship (1krát)
- Pro Wrestling Illustrated
  - Feud of the Year (2018) vs. Tommaso Ciampa
  - Feud of the Year (2019) vs. Adam Cole
  - Ranked No. 6 of the top 500 singles wrestlers in the PWI 500 in 2019
- Pro Wrestling Ohio/Prime Wrestling
  - PWO/Prime Heavyweight Championship (3krát)
- Smash Wrestling
  - Smash Wrestling Championship (1krát)
- Sports Illustrated
  - Ranked No. 9 of the top 10 men's wrestlers in 2018 – stejně jako Tommaso Ciampa
- Wrestling Cares Association
  - Race for the Ring Tournament (2014)
- Wrestling Observer Newsletter
  - Feud of the Year (2018) vs. Tommaso Ciampa
  - Feud of the Year (2019) vs. Adam Cole
- WWE
  - NXT Championship (1krát)
  - NXT North American Championship (3krát)
  - NXT Tag Team Championship (1 time) – s Tommasem Ciampou
  - First NXT Triple Crown Champion
  - NXT Year-End Award (5krát)
    - Match of the Year (2016) – s Tommasem Ciampou vs. The Revival (Dash Wilder a Scott Dawson) zápas o NXT Tag Team Championship v NXT TakeOver: Toronto
    - Match of the Year (2018) – vs. Andrade Cien Almas pro NXT Championship v NXT TakeOver: Philadelphia (2018)
    - Match of the Year (2019) – vs. Adam Cole o NXT Championship v NXT TakeOver: New York
    - Rivalry of the Year (2018) vs. Tommaso Ciampa
    - Rivalry of the Year (2019) vs. Adam Cole